# 本韦努托·切利尼
本韦努托·切利尼（Benvenuto Cellini，1500年11月3日—1571年2月13日）是一位意大利文艺复兴时期的金匠、画家、雕塑家、战士和音乐家，还写过一本著名的自传。

## 生平

### 早年
本韦努托·切利尼出生于佛罗伦萨，其名「本韦努托」是義大利語「歡迎」之意。父亲乔万尼·切利尼（另譯喬凡尼）是一名音乐家和乐器工匠，與妻子伊莉莎白结婚18年后才生下第一个孩子。本韦努托是家中的第二个孩子，也是長子。乔万尼最初希望本韦努托成為傑出的長笛吹奏者，竭力阻挠他对金属藝品制造的爱好。当他15岁时，他的父亲不情愿地同意他成为金匠的学徒。本韦努托到16岁时，因和年轻伙伴参与斗殴引起注意。他逃到锡耶纳6个月躲避处罚，受雇于一名金匠。他又从锡耶纳迁往博洛尼亚，成为娴熟的长笛演奏者，作为金匠也有进步。他访问比萨，又住在佛罗伦萨两个时期，到19岁时前往罗马。

## 延伸阅读
- López Gajate, Juan. El Cristo Blanco de Cellini. San Lorenzo del Escorial: Escurialenses, 1995.
- Pope-Hennessy, John Wyndham. Cellini. New York: Abbeville Press, 1985.
- Parker, Derek: Cellini.  London, Sutton, 2004.

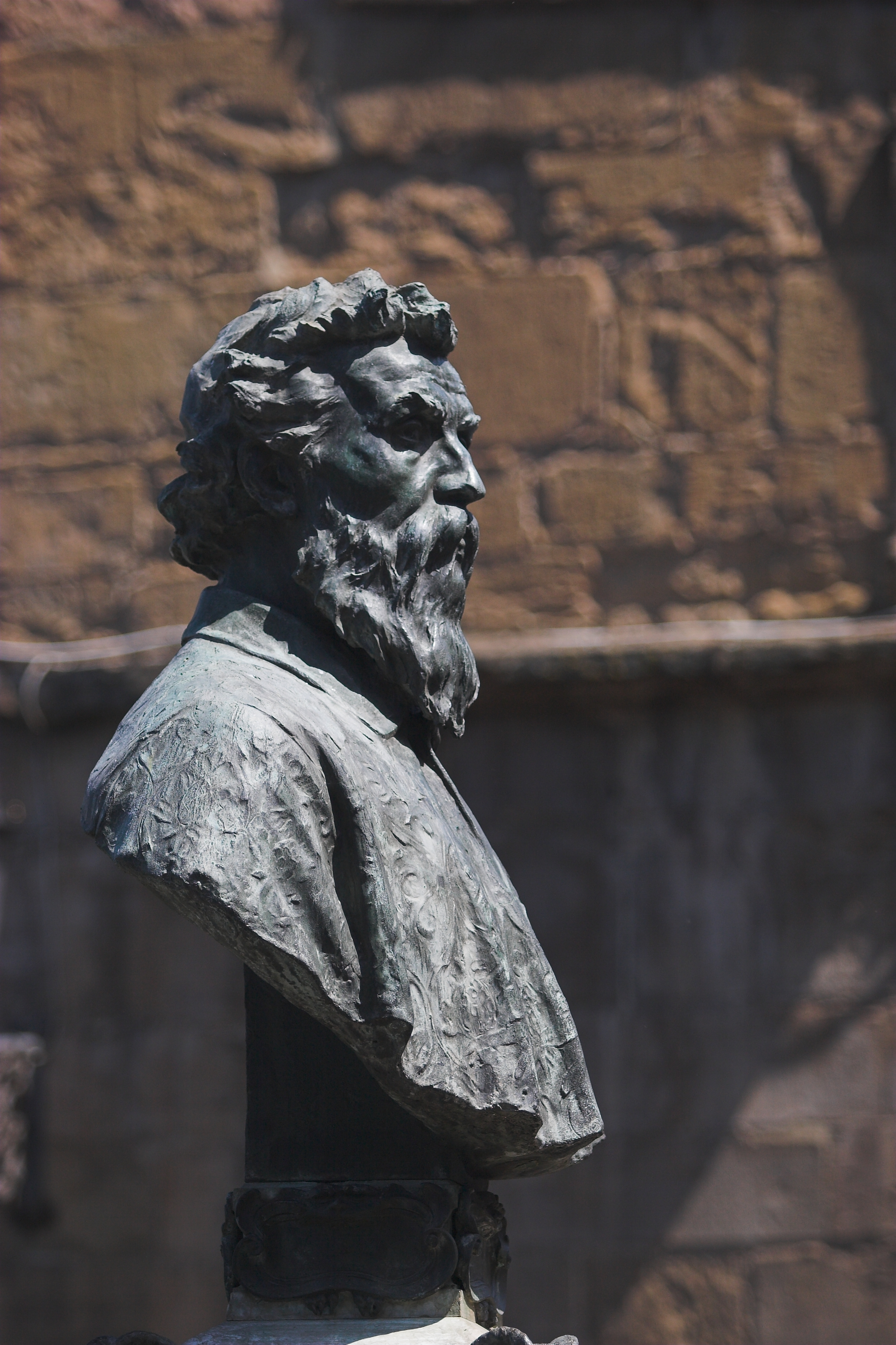
佛罗伦萨老桥的本韦努托·切利尼半身像

- Angela Biancofiore, Benvenuto Cellini artiste-écrivain: l'homme à l'oeuvre, Paris, L'Harmattan, 1998
- Benvenuto Cellini, 《致命的百合花：切利尼自傳》，上海：上海人民出版社，2008。